# Henryetta (Oklahoma)
Henryetta es una ciudad ubicada en el condado de Okmulgee en el estado estadounidense de Oklahoma. En el año 2010 tenía una población de 	5927 habitantes y una densidad poblacional de 377,52 personas por km².

## Geografía
Henryetta se encuentra ubicada en las coordenadas 35°26′33″N 95°59′6″O / 35.44250, -95.98500 (35.442379, -95.985000).

## Demografía
Según la Oficina del Censo en 2000 los ingresos medios por hogar en la localidad eran de $20,115 y los ingresos medios por familia eran $24,760. Los hombres tenían unos ingresos medios de $28,661 frente a los $14,268 para las mujeres. La renta per cápita para la localidad era de $11,908. Alrededor del 22.8% de la población estaban por debajo del umbral de pobreza.